# Jardin botanique de Cocody
Pour les articles homonymes, voir Cocody (homonymie).
Le Jardin botanique de Cocody est localisé au sein du Centre national de floristique (CNF), dans l'enceinte de l’université Félix-Houphouët-Boigny. Il comprend un arboretum de 5 ha et une jachère de 6 ha. L’emplacement du Jardin botanique était autrefois occupé par un village Akyé nommé Agbékoi, et était recouvert par plusieurs petits champs de manioc. Plus tard, en 1964, pour la construction de l’université de Cocody, les populations de ce village ont été déplacées à Abobo. Dans un premier temps, le Jardin a servi de pépinière approvisionnant l’Université en plantes ornementales. Ce n’est qu’avec la création du CNF en 1973, que le jardin a pu réellement jouer son rôle d’Institution de Conservation ex-situ de la biodiversité et d’appui à l’enseignement et à la recherche.
Le Jardin est délimité par un layon périmétral doublé d’une clôture. Il est parcouru d’allées internes et périphériques délimitant plusieurs parcelles thématiques. On y trouve également des bassins d’eau et des ombrières.
Le Jardin botanique abrite une importante collection vivante d’espèces « témoins » estimées à 750 plantes vasculaires rares, menacées, ou en voies d’extermination introduites de diverses régions de la Côte d’Ivoire surtout, de l’Afrique et du monde. Chacune des parcelles thématiques (de A à M) du Jardin est dominée par des formations végétales particulière : des plantes exotiques, des plantes des régions forestières d’Afrique et des plantes des régions des savanes africaines.
La direction CNF auquel appartient le Jardin botanique est actuellement assurée par le professeur Ipou Ipou Joseph, Il a succédé au professeur Laurent Aké-Assi. Sous son impulsion, le Jardin botanique contribue à relater l’histoire de la végétation de la Côte d’Ivoire, de la sous-région et du monde. Depuis février 2024, la direction du Centre National de Floristique est assurée par le professeur Marie-Solange Tiébré Epse Rensonnet.